# اضطرابات القطيف 2017
اضطرابات القطيف في عام 2017 او مايعرف ب الاحتجاجات السعودية 2017 - 2020 احتجاجات مطالبه ب الاصلاح في السعوديه بشكل عام وتحول الامر الى نزاع مسلح وقع في منطقة القطيف (داخل المنطقة الشرقية، المملكة العربية السعودية) بين الحكومة السعودية والمسلحين الشيعة. بدأت في أوائل أيار / مايو 2017 بعد حادث وقع في 12 أيار / مايو عندما قتل طفل سعودي وشاب باكستاني.وانتشرت في عدت محافظات سعودية اخرى تبوك والأحساء ونجران

## خلفية
وفي 15 تشرين الأول / أكتوبر 2014، حكمت المحكمة الجنائية المتخصصة على النمر بالإعدام بسبب "طلب" أجنبي التدخل في المملكة العربية السعودية وعصيان حكامها وحمل السلاح ضد قوات الأمن ". وقال سعيد بومدوحه من منظمة العفو الدولية إن حكم الإعدام كان" جزءا من حملة قامت بها السلطات في السعودية لسحق كل المعارضين، بمن فيهم المدافعون عن حقوق الطائفة الشيعية في المملكة ".
نمر نمر النمر، محمد النمر، تغرد معلومات عن حكم الإعدام وتم اعتقاله في نفس اليوم.
وحذر رئيس القوات المسلحة الإيرانية المملكة العربية السعودية من أنها «ستدفع غاليا» إذا نفذت عملية الإعدام.
وفي مارس / آذار 2015 أيدت محكمة الاستئناف السعودية الحكم بالإعدام ضد النمر.
وفي 25 تشرين الأول / أكتوبر 2015، رفضت المحكمة العليا في المملكة العربية السعودية استئناف النمر ضد حكم الإعدام الصادر بحقه. وأثناء مقابلة أجرتها وكالة رويترز، ادعى شقيق النمر أن القرار جاء نتيجة لجلسة استماع دون حضور أو إخطار محامي وأسرة النمر. ومع ذلك، كان لا يزال يأمل أن يمنح الملك سلمان العفو.

## الخط الزمني
- 12 مايو 2017 - قُتل بطلقٍ ناري طفلٌ يبلغ من العمر سنتين ونصف، ورجل باكستاني في بلدة العوامية، وذكرت الحكومة السعودية أن «الإرهابيين» مسؤولون عن الحادث.[1][2] وزعمت صحيفة «العهد» في لبنان أن أم الطفل الذي يبلغ من العمر عامين ونصف العام أصيبن بجراح خطيرة.[بحاجة لمصدر]
- 16 مايو 2017 - قتل جندي سعودي وأصيب خمسة آخرون بقنبلة صاروخية في منطقة العوامية في عمليات لمقاومة المسلحين.
- 1 يونيو 2017 - قتل شخصان في انفجار سيارة في القطيف[3]، المملكة العربية السعودية قبل صلاة المغرب مباشرة. تمكن ثلاثة رجال متورطين في الهجوم من الفرار، وتعقبهم قوات الأمن في المنطقة.
- 11 يونيو / حزيران - قتل جندي وجرح اثنان بعد هجوم بالقنابل في بلدة العوامية.
- 4 يوليو / تموز - قتل شرطي سعودي وأصيب ثلاثة آخرون بجروح في انفجار عبوة ناسفة في مدينة يسيطر عليها الشيعة.
- 6 يوليو / تموز - قتل شرطي سعودي وجرح ستة آخرون جراء انفجار عبوة ناسفة بالقرب من دورية للشرطة في قرية العوامية بالقرب من القطيف.
- 14 يوليو / تموز - قتل جندي سعودي وأصيب آخر في هجوم إطلاق نار على مركبة دورية في محافظة القطيف في المملكة.
- 30 يوليو / تموز - قتل ضابط شرطة سعودي وجرح ستة آخرون عندما تعرضت دورية لهجوم في بلدة العوامية في شرق المملكة العربية السعودية.
- 3 أغسطس - قتل مواطن سعودي وأصيب آخر خلال عملية لتأمين الأسر الراغبة في مغادرة العوامية بعد هجوم مسلح من قبل إرهابيين على حافلة